# Championnat de Grèce de football 1959-1960
Navigation
Saison précédente Saison suivante
La saison 1959-1960 du Championnat de Grèce de football était la 12e édition du championnat de première division grecque mais la première à se dérouler sous la forme d'une poule unique. En effet, depuis 1928 et la création d'un championnat national, le Championnat Panhellénique, la compétition comportait une première phase avec des championnats régionaux puis une poule finale regroupant les meilleures équipes de chaque région.
Lors de cette saison, l'Olympiakos Le Pirée a tenté de conserver son titre de champion de Grèce face aux quinze meilleurs clubs grecs lors d'une série de matchs se déroulant sur toute l'année. Les seize clubs participants au championnat ont été confrontés à deux reprises aux quinze autres.
À l'issue de la saison, le Panathinaikos d'Athènes a été sacré champion de Grèce pour la quatrième fois de son histoire.

## Qualifications en Coupe d'Europe
À l'issue de la saison, le club champion se qualifie pour la Coupe d'Europe des clubs champions 1960-61. Malgré l'organisation de la Coupe d'Europe des vainqueurs de coupe de football 1960-1961, la Grèce n'enverra pas le vainqueur de la Coupe de Grèce pour la représenter.

## Les 16 clubs participants
Pour déterminer les participants de la poule unique, les résultats des championnats régionaux ont été utilisés. Sont qualifiés pour participer à l'édition 1959-1960 du championnat de Grèce :
- 4 premiers du championnat EPSA (ligue d'Athènes)
- 4 premiers du championnat EPSM (ligue de Thessalonique)
- 4 premiers du championnat EPSP (ligue du Pirée)
- 2 premiers du championnat Interrégional Nord
- 2 premiers du championnat Interrégional Sud

| Club                  | Classement 1958-59 | Stade                  | Capacité | Ville         | Championnat d'origine |
| --------------------- | ------------------ | ---------------------- | -------- | ------------- | --------------------- |
| AE Nikaia             | 3                  | inconnu                | -        | Nikaia        | EPSP                  |
| AEK Athènes           | 2                  | Stade Olympique        | 71 030   | Athènes       | EPSA                  |
| Apollon Athènes       | 4                  | Stade Georgios Kamaras | 14 200   | Athènes       | EPSA                  |
| Apollon Kalamarias    | 3                  | Stade Apollon          | 7 000    | Kalamaria     | EPSM                  |
| Aris Salonique        | 1                  | Harilaou Stadion       | 18 308   | Salonique     | EPSM                  |
| Doxa Drama            | 1                  | Doxa Drama Stadium     | 7 000    | Dráma         | IR Nord               |
| Ethnikos Piraeus      | 2                  | Elliniko Stadium       | 10 800   | Le Pirée      | EPSP                  |
| Iraklis Thessalonique | 4                  | Stade Kaftantzoglio    | 28 000   | Thessalonique | EPSM                  |
| Megas Alexandros      | 2                  | Stade de Katerini      | 6 200    | Katerini      | IR Nord               |
| Olympiakos Le Pirée   | 1                  | Stade Karaiskaki       | 33 334   | Le Pirée      | EPSP                  |
| Panathinaikos         | 1                  | Stade Olympique        | 71 030   | Athènes       | EPSA                  |
| Panegialios           | 1                  | Aigio Stadium          | 35 049   | Aigio         | IR Sud                |
| Panionios             | 2                  | Stade Nea Smyrnis      | 11 700   | Athènes       | EPSA                  |
| Pankorinthiakos       | 2                  | inconnu                | -        | Corinthie     | IR Sud                |
| PAOK Salonique        | 2                  | Stade de Toúmba        | 28 701   | Thessalonique | EPSM                  |
| AO Proodeftiki        | 4                  | Stade Nikaias          | 4 361    | Korydallos    | EPSP                  |

## Compétition

### Classement
Le classement est établi sur le barème de points suivant :
- Victoire : 3 points
- Match nul : 2 points
- Défaite : 1 point
- Forfait ou abandon du match : 0 point

Pour départager les égalités, les équipes jouent une (ou plusieurs si elles sont plus de 2) rencontres d'appui sur terrain neutre. En cas de match nul, c'est l'équipe qui a la meilleure différence de buts au classement général qui est déclarée vainqueur. 
| Rang | Équipe                | Pts | J  | G  | N  | P  | Bp | Bc | Diff |
| ---- | --------------------- | --- | -- | -- | -- | -- | -- | -- | ---- |
| 1    | Panathinaikos         | 79  | 30 | 22 | 5  | 3  | 59 | 20 | +39  |
| 2    | AEK Athènes           | 79  | 30 | 21 | 7  | 2  | 72 | 27 | +45  |
| 3    | Olympiakos (T) (C)    | 70  | 30 | 16 | 8  | 6  | 52 | 24 | +28  |
| 4    | Apollon Smyrnis       | 66  | 30 | 13 | 10 | 7  | 52 | 33 | +19  |
| 5    | Panionios             | 64  | 30 | 14 | 6  | 10 | 46 | 31 | +15  |
| 6    | Doxa Drama            | 60  | 30 | 11 | 8  | 11 | 47 | 41 | +6   |
| 7    | PAOK Salonique        | 59  | 30 | 10 | 9  | 11 | 32 | 32 | 0    |
| 8    | Aris Salonique        | 59  | 30 | 10 | 9  | 11 | 31 | 35 | -4   |
| 9    | Iraklis Thessalonique | 58  | 30 | 10 | 8  | 12 | 34 | 36 | -2   |
| 10   | AO Proodeftiki        | 58  | 30 | 9  | 10 | 11 | 29 | 34 | -5   |
| 11   | Apollon Kalamarias    | 56  | 30 | 7  | 12 | 11 | 31 | 39 | -8   |
| 12   | Ethnikos Piraeus      | 56  | 30 | 8  | 10 | 12 | 34 | 46 | -12  |
| 13   | Panegialios           | 55  | 30 | 9  | 7  | 14 | 26 | 43 | -17  |
| 14   | Pankorinthiakos       | 55  | 30 | 9  | 7  | 14 | 27 | 45 | -18  |
| 15   | Megas Alexandros      | 47  | 30 | 4  | 9  | 17 | 27 | 60 | -33  |
| 16   | AE Nikaia             | 39  | 30 | 2  | 5  | 23 | 20 | 73 | -53  |

| Légende : Qualifications et relégations | Légende : Qualifications et relégations                                           |
| --------------------------------------- | --------------------------------------------------------------------------------- |
|                                         | Coupe d'Europe des Clubs champions 1960-1961                                      |
|                                         | Relégation en Beta Ethniki                                                        |
|                                         | (T) : Tenant du titre 1958-1959 (C) : Vainqueurs de la Coupe de Grèce de football |

### Matchs
| Résultats (▼dom., ►ext.)                                   | AEN | AEK | ApS | ApK | Ari | Dox | Eth | Ira | Meg | Oly | Pan | Png | Pnn | Pak | PAO | Pro |
| AE Nikaia                                                  |     | 0-3 | 0-2 | 0-2 | 2-3 | 0-3 | 2-7 | 1-2 | 3-2 | 1-4 | 0-1 | 0-2 | 0-5 | 3-0 | 1-1 | 0-1 |
| AEK Athènes                                                | 2-0 |     | 5-2 | 6-2 | 3-0 | 4-3 | 4-0 | 3-0 | 0-0 | 1-0 | 1-0 | 4-0 | 2-0 | 5-1 | 3-1 | 4-2 |
| Apollon Smyrnis                                            | 6-0 | 0-0 |     | 4-1 | 0-0 | 3-2 | 6-1 | 2-2 | 2-2 | 1-1 | 0-1 | 0-1 | 1-3 | 1-0 | 2-1 | 3-0 |
| Apollon Kalamarias                                         | 2-2 | 1-1 | 0-2 |     | 1-0 | 1-1 | 2-2 | 0-0 | 5-1 | 0-0 | 1-2 | 0-0 | 0-0 | 2-0 | 1-0 | 0-1 |
| Aris Salonique                                             | 2-1 | 2-2 | 2-3 | 0-1 |     | 1-0 | 1-0 | 0-1 | 2-0 | 1-3 | 2-1 | 1-0 | 1-1 | 2-0 | 0-1 | 1-0 |
| Doxa Drama                                                 | 2-1 | 2-0 | 3-2 | 1-1 | 2-2 |     | 1-0 | 2-0 | 4-1 | 0-0 | 1-3 | 2-0 | 2-3 | 2-1 | 1-1 | 2-4 |
| Ethnikos Piraeus                                           | 0-0 | 0-1 | 1-2 | 2-1 | 0-0 | 2-2 |     | 1-1 | 2-0 | 3-3 | 0-3 | 1-0 | 1-0 | 1-2 | 3-1 | 2-0 |
| Iraklis Thessalonique                                      | 3-0 | 0-1 | 0-0 | 0-2 | 1-1 | 1-1 | 1-1 |     | 0-1 | 1-1 | 1-0 | 1-1 | 2-1 | 1-2 | 1-0 | 2-0 |
| Megas Alexandros                                           | 1-0 | 2-4 | 0-0 | 2-2 | 2-2 | 0-3 | 0-1 | 2-3 |     | 0-4 | 0-0 | 1-1 | 1-4 | 2-2 | 1-0 | 1-2 |
| Olympiakos                                                 | 2-1 | 0-1 | 2-0 | 3-0 | 1-1 | 1-1 | 2-0 | 1-0 | 4-0 |     | 1-4 | 8-1 | 1-0 | 1-0 | 1-2 | 3-1 |
| Panathinaikos                                              | 6-1 | 2-2 | 0-0 | 2-0 | 3-0 | 1-0 | 3-0 | 4-1 | 3-0 | 0-0 |     | 2-1 | 4-3 | 4-2 | 1-0 | 2-1 |
| Panegialios                                                | 1-0 | 1-4 | 3-2 | 3-1 | 2-0 | 1-0 | 1-0 | 1-0 | 1-2 | 0-2 | 0-1 |     | 0-0 | 1-1 | 2-3 | 0-0 |
| Panionios                                                  | 3-0 | 3-2 | 0-0 | 1-0 | 0-3 | 3-2 | 4-0 | 1-2 | 2-1 | 0-1 | 0-1 | 1-1 |     | 3-0 | 2-1 | 1-0 |
| Pankorinthiakos                                            | 1-1 | 0-0 | 1-4 | 2-2 | 2-0 | 1-0 | 1-1 | 1-0 | 1-0 | 1-0 | 1-2 | 2-1 | 0-1 |     | 0-0 | 1-0 |
| PAOK Salonique                                             | 0-0 | 1-2 | 1-2 | 0-0 | 0-0 | 3-1 | 1-1 | 2-1 | 3-2 | 2-0 | 0-2 | 2-0 | 0-0 | 2-0 |     | 2-1 |
| Proodeftiki                                                | 4-0 | 2-2 | 0-0 | 1-0 | 2-1 | 0-1 | 1-1 | 1-1 | 0-0 | 1-2 | 1-1 | 2-0 | 2-1 | 3-1 | 1-1 |     |
| - Victoire à domicile - Match nul - Victoire à l'extérieur |     |     |     |     |     |     |     |     |     |     |     |     |     |     |     |     |

### Matchs de barrages

#### Pour le titre
| Équipe 1      | Résultat | Équipe 2    |
| ------------- | -------- | ----------- |
| Panathinaikos | 2-1      | AEK Athènes |

#### Pour la7eplace
| Équipe 1       | Résultat | Équipe 2       |
| -------------- | -------- | -------------- |
| PAOK Salonique | 0-0      | Aris Salonique |

Le PAOK se classe 7e grâce à une meilleure différence de buts sur la saison régulière.

#### Pour la9eplace
| Équipe 1          | Résultat | Équipe 2       |
| ----------------- | -------- | -------------- |
| Iraklis Salonique | 2-0      | AO Proodeftiki |

#### Pour la13eplace
| Équipe 1    | Résultat | Équipe 2        |
| ----------- | -------- | --------------- |
| Panegialios | 2-1      | Pankorinthiakos |

Pankorinthiakos est relégué en Beta Ethniki

## Bilan de la saison
| Tableau d'Honneur                |                     |
| Compétition                      | Vainqueur           |
| Championnat de Grèce de football | Panathinaikos       |
| Coupe de Grèce de football       | Olympiakos Le Pirée |

| Qualifications européennes 1960-1961         |               |
| Coupe d'Europe des clubs champions 1960-1961 | Qualifié      |
| 1er tour                                     | Panathinaikos |

| Promotions et relégations |                                                |
| Relégués en Beta Ethniki  | Pankorinthiakos Megas Alexandros AE Nikaia     |
| Promus de Beta Ethniki    | Fostiras FC Atromitos Le Pirée (el) Thermaïkos |

## Statistiques

### Meilleurs buteurs
| # | Buteurs              | Clubs            | Nb de Buts |
| - | -------------------- | ---------------- | ---------- |
| 1 | Kostas Nestoridis    | AEK Athènes      | 33         |
| 2 | Georgios Kamaras     | Apollon Smyrnis  | 19         |
| 3 | Georgios Ifantis     | Olympiakos       | 16         |
| 4 | Grigoris Grigoriadis | Doxa Drama       | 14         |
| 5 | Mampis Cholevas      | Apollon Smyrnis  | 13         |
| 6 | Vagelis Karafoulidis | Megas Alexandros | 11         |
| 6 | Alekos Sofianos      | Panegialios      | 11         |
| 6 | Stamatis Stamatiadis | AEK Athènes      | 11         |